# Jegulja
Jegulja (narodni nazivi: jegulja, angula, bižot, uklica, pujoglavica; lat. Anguilla anguilla) riba je iz porodice riječnih jegulja (lat. Anguillidae).  

## Opis
Izgled jegulje je zmijolik, ima dugo, izduljeno tijelo, leđna peraja započima daleko iza glave, rep se završava trakasto, spojem leđne i trbušne peraje. Donja čeljust jegulje je malo izduženija od gornje, oči se nalaze na samom vrhu glave, odmah poviše usta. Boja jegulje je zelenkasta ili sivkasto smeđa, a donji dio je žućkast. Obavijene su slojem sluzi koji jegulji omogućava provlačenje kroz gusto raslinje u rijekama, a također i puzanje po obali i mulju pri niskom vodostaju.
Hrane se jajašcima riba, ribljom mlađi, crvićima, puževima, ali i jajašcima žaba, malim punoglavcima, insektima... Jegulja je većinom noćno stvorenje, kada izlazi iz skrovišta u potrazi za hranom, premda treba naglasiti da ni po danu neće odbiti zalogaj ako se on približi njenom skloništu.
Može živjeti do 88 godina, a naraste do 133 cm duljine i više od 6,5 kg težine. Jegulje koje žive u Europi nisu spolno zrele, a spolno sazrijevaju u dobi od 6 do 30 godina, ovisno o spolu i području. Boja im se tada mijenja u srebrenkastu s tamnijim bokovima, povećavaju im se nosnice i oči, produljuje im se čeljust, te odlaze u more. Prestaju se hraniti, te im se crijeva skraćuju i ostavljaju više mjesta u utrobi za spolno zrele gonade. Počinju putovanje prema Sargaškom moru, a putem se skupljaju u jata. Putovanje traje i po godinu dana, a po dolasku u Sargaško more, jegulje se mrijeste i ugibaju. Mriještenje se odvija krajem zime i početkom proljeća, na većim dubinama, od 400 - 2500 m. Larve putuju natrag prema Europi uz pomoć Golfske struje, a put traje 7-11 mjeseci, ponekad i do 3 godine. Putem se razvijaju u male bočno spljoštene i posve prozirne zmijice. Dolaskom na odredište, mijenjaju izgled u male jegulje i ulaze u slatku vodu, tj, na ušća i u rijeke.
U Hrvatskoj je jegulja najpoznatija na ušću Neretve, gdje se razvio cijeli niz specijaliteta. Prilikom pripreme jegulju treba dobro termički obraditi jer njena krv sadrži ihtiokemotoksine.

## Rasprostranjenost
Jegulja živi oko cijele Europe, od Skandinavije na sjeveru, pa sve do obala Mediterana, uključujući Baltik. Ova vrsta je jedina vrsta iz svoje porodice koja nastanjuje hrvatsku obalu. U slanom jezeru Mir na Dugom otoku postoji endemična vrsta jegulje zvane bižat ili kajman koja naraste i do 3 kg.
Pokušaji da se jegulju uvede u živi svijet Azije i Srednje Amerike nisu uspjeli; premda je uvođenje uspjelo, nije dovelo do reprodukcije.

## Zanimljivosti
Nedavna istraživanja DNK strukture jegulja pokazala su da postoje razlike kod jegulja iz pojedinih područja Europe, tj. da postoji selektivno razmnožavanje među jeguljama iste vrste, ali različitog područja prebivanja.  
Jegulja u zatočeništvu kao i jegulje zarobljene u odvojenim vodenim tokovima nikada neće prijeći u spolno zrelu fazu, cijeli život će ostati kao jedinke koje se hrane.
Wigwassing je poseban način hvatanja jegulja sjevernoameričkih indijanaca.

## Sinonimi
- Angill angill, (Linnaeus, 1758)
- Anguilla acutirostris, (Risso, 1827)
- Anguilla aegyptiaca, (Kaup, 1856)
- Anguilla altirostris, (Kaup, 1856)
- Anguilla ancidda, (Kaup, 1856)
- Anguilla anguilla oxycephala, (De la Pylaie, 1835)
- Anguilla anguilla var. macrocephala, (De la Pylaie, 1835)
- Anguilla anguilla var. ornithorhyncha, (De la Pylaie, 1835)
- Anguilla anguillia, (Linnaeus, 1758)
- Anguilla bibroni, (Kaup, 1856)
- Anguilla brevirostris, (Cisternas, 1877)
- Anguilla callensis, (Guichenot, 1850)
- Anguilla canariensis, (Valenciennes, 1843)
- Anguilla capitone, (Kaup, 1856)
- Anguilla cloacina, (Bonaparte, 1846)
- Anguilla cuvieri, (Kaup, 1856)
- Anguilla eurystoma, (Heckel & Kner, 1858)
- Anguilla fluviatilis, (Heckel & Kner, 1858)
- Anguilla fluviatilis, (Anslijin, 1828)
- Anguilla hibernica, (Couch, 1865)
- Anguilla kieneri, (Kaup, 1856)
- Anguilla latirostris, (Risso, 1827)
- Anguilla linnei, (Malm, 1877)
- Anguilla marginata, (Kaup, 1856)
- Anguilla marina, (Nardo, 1860)
- Anguilla mediorostris, (Risso, 1827)
- Anguilla melanochir, (Kaup, 1856)
- Anguilla microptera, (Kaup, 1856)
- Anguilla migratoria, (Krøyer, 1846)
- Anguilla morena, (Kaup, 1856)
- Anguilla nilotica, (Kaup, 1857)
- Anguilla nilotica, (Heckel, 1846)
- Anguilla oblongirostris, (Blanchard, 1866)
- Anguilla platycephala, (Kaup, 1856)
- Anguilla platyrhynchus, (Costa, 1850)
- Anguilla savignyi, (Kaup, 1856)
- Anguilla septembrina, (Bonaparte, 1846)
- Anguilla vulgaris, (Shaw, 1803)
- Anguilla vulgaris fluviatilis, (Rafinesque, 1810)
- Anguilla vulgaris lacustus, (Rafinesque, 1810)
- Anguilla vulgaris marina, (Rafinesque, 1810)
- Anguilla vulgaris ornithorhincha, (De la Pylaie, 1835)
- Anguilla vulgaris platyura, (De la Pylaie, 1835)
- Leptocephalus brevirostris, (Kaup, 1856)
- Muraena anguilla, (Linnaeus, 1758)
- Muraena anguilla maculata, (Chiereghini, 1872)
- Muraena oxyrhina, (Ekström, 1831)
- Muraena platyrhina, (Ekström, 1831)

## Poveznice
|  | Zajednički poslužitelj ima još gradiva o temi Jegulja |
|  | Wikivrste imaju podatke o taksonu Jegulja             |